# Jagielnica (gmina)
Gmina Jagielnica – dawna gmina wiejska funkcjonująca w latach 1941–1944 pod okupacją niemiecką w Polsce. Siedzibą gminy była Jagielnica.
Gmina Jagielnica została utworzona przez władze hitlerowskie z terenów okupowanych przez ZSRR w latach 1939–1941: zniesionych gmin Jagielnica I (w całości, gromada Jagielnica), Jagielnica II (w całości, gromady Chomiakówka, Dolina, Kościuszkówka, Nagórzanka, Salówka i Szulhanówka), Biała (tylko gromady Czerkawszczyzna i Jagielnica Stara) i Świdowa (tylko gromada Muchawka), należących przed wojną do powiatu czortkowskiego w woj. tarnopolskim. Gmina weszła w skład powiatu czortkowskiego (Kreishauptmannschaft Czortków), należącego do dystryktu Galicja w Generalnym Gubernatorstwie. W skład gminy wchodziły miejscowości: Chomiakówka, Czerkawszczyzna, Dolina, Jagielnica, Jagielnica Stara, Kościuszkówka, Muchawka, Nagórzanka, Salówka i Szulhanówka.
Po wojnie obszar gminy wszedł w struktury administracyjne ZSRR.